# Laird Cregar
Samuel Laird Cregar (ur. 28 lipca 1913 w Filadelfii, zm. 9 grudnia 1944 w Los Angeles) – amerykański aktor filmowy i teatralny.

## Filmografia
- 1941: I Wake Up Screaming jako Inspektor policji Ed Cornell
- 1942: Czarny łabędź jako Henry Morgan
- 1942: Joanna z Paryża jako Herr Funk
- 1943: Hello, Frisco, Hello jako Sam Weaver
- 1944: Lokator jako pan Slade
- 1945: Hangover Square jako George Harvey Bone

## Wyróżnienia
Posiada swoją gwiazdę na Hollywoodzkiej Alei Gwiazd.